# Feria de Madrid (metropolitana di Madrid)
Feria de Madrid (precedentemente nota col nome di Campo de las Naciones) è una stazione della Linea 8 della Metropolitana di Madrid.
Si trova sotto l'intersezione tra la Avenida del Partenón e la Avenida de la Capital de España Madrid, nel quartiere che dà nome alla stazione, nel distretto di Barajas. Vicino alla fermata, si trova l'ingresso principale del Parco Juan Carlos I.
La stazione è composta da una sola banchina centrale e le pareti sono decorate da un murale realizzato da Luis Sardá e Carlos Alonso, intitolato "Rostros de las naciones, una sola bandera" ("Volti delle nazioni, una sola bandiera").

## Storia
La stazione è stata inaugurata il 24 giugno 1998, col nome di 'Campo de las Naciones', con il primo tratto della linea.
Il 25 giugno 2017 la stazione cambia denominazione.

## Accessi
Vestibolo Campo de las Naciones
- Avda. Capital de España - Madrid: Avenida Capital de España - Madrid, s/n
- Feria de Madrid, pabellones, impares: padiglioni dispari
- Feria de Madrid, pabellones, pares: padiglioni pari
- Ascensore: padiglioni pari